# Port lotniczy Marlborough
Port lotniczy Woodbourne (IATA: BHE, ICAO: NZWB) – mały port lotniczy położony 8 km na zachód od Blenheim, na Wyspie Południowej, w Nowej Zelandii. Przy lotnisku znajduje się również baza szkoleniowa i serwisowa Królewskich Nowozelandzkich Sił Powietrznych. Na lotnisku znajduje się jeden terminal i siedem  miejsc na płycie postojowej.

## Katastrofa samolotu NZ5908
27 maja 1953 o godzinie 08:59 czasu lokalnego, 11 km na południowy zachód od lotniska rozbił się Bristol 170 Freighter 31M NZ5908 należący do Królewskich Nowozelandzkich Sił Powietrznych. Samolot należał transportowej jednostki No.41 Sqaudron RNZAF.  W tym dniu wykonywał on jeden z regularnych lotów transportowych z bazy Whenuapi do Ohakea, Woodbourne i Wigram. O godzinie 08:53 samolot wystartował z lotniska Woodbourne do lotu powrotnego do Whenuapi. Po sześciu minutach lotu rozbił się o górskie zbocze. Na pokładzie znajdowało się czterech członków załogi i jeden pasażer. Wszyscy zginęli w katastrofie. Jej prawdopodobną przyczyną było to, że na jednym z foteli pilotów siedział pasażer, Group Captain R. Webb, dowódca bazy Whenuapi, który nie posiadał kwalifikacji do pilotowania tego samolotu oraz to, że przyrządy nawigacyjne były błędnie ustawione.

## Linie lotnicze i połączenia
| Linie lotnicze                                 | Połączenia                         |
| ---------------------------------------------- | ---------------------------------- |
| Air2there                                      | Paraparaumu, Wellington            |
| Air New Zealand obsługiwane przez Air Nelson   | Auckland, Wellington               |
| Air New Zeland obsługiwane przez Eagle Airways | Auckland, Christchurch, Wellington |
| Sounds Air                                     | Wellington                         |